# 車輪軸
車輪軸（しゃりんじく）とは、概念的には車輪の中にある軸を指す。
車輪軸とあえて表記する場合は車輪の軸であって、ヒンジのような可動部の軸とは別である。また、車軸などを支える主軸とも異なる。
また、車輪+車軸＝輪軸であるが、車輪+車軸≠車輪軸である。
自転車を例にとれば、車輪の中央にあるものが車輪軸である。その上にあるハンドルバーの可動部にあるものは車輪軸とは言わない。
この語句は、日本工業規格(JIS)「遊戯施設（コースター）の検査標準」(JISA1701:1975)に見られる。
また、現在は「遊戯施設の検査標準」(JISA1701:2006)に移行されていて表記も引き継がれており、この中に「車輪軸の探傷試験は1年に1回以上することとする」と書かれている。
ただし、法令には、ローラーコースターの車輪軸の定義はないが、「車輪軸の探傷試験」と「車軸の探傷試験」は別の意味である。
ちなみに、ボギー台車の可動部にも軸は存在する。